# Encentrum eristes
Encentrum eristes är en hjuldjursart som beskrevs av Harry K. Harring och Myers 1928. Encentrum eristes ingår i släktet Encentrum och familjen Dicranophoridae. Arten är reproducerande i Sverige. Inga underarter finns listade i Catalogue of Life.